# Janusz Kępski

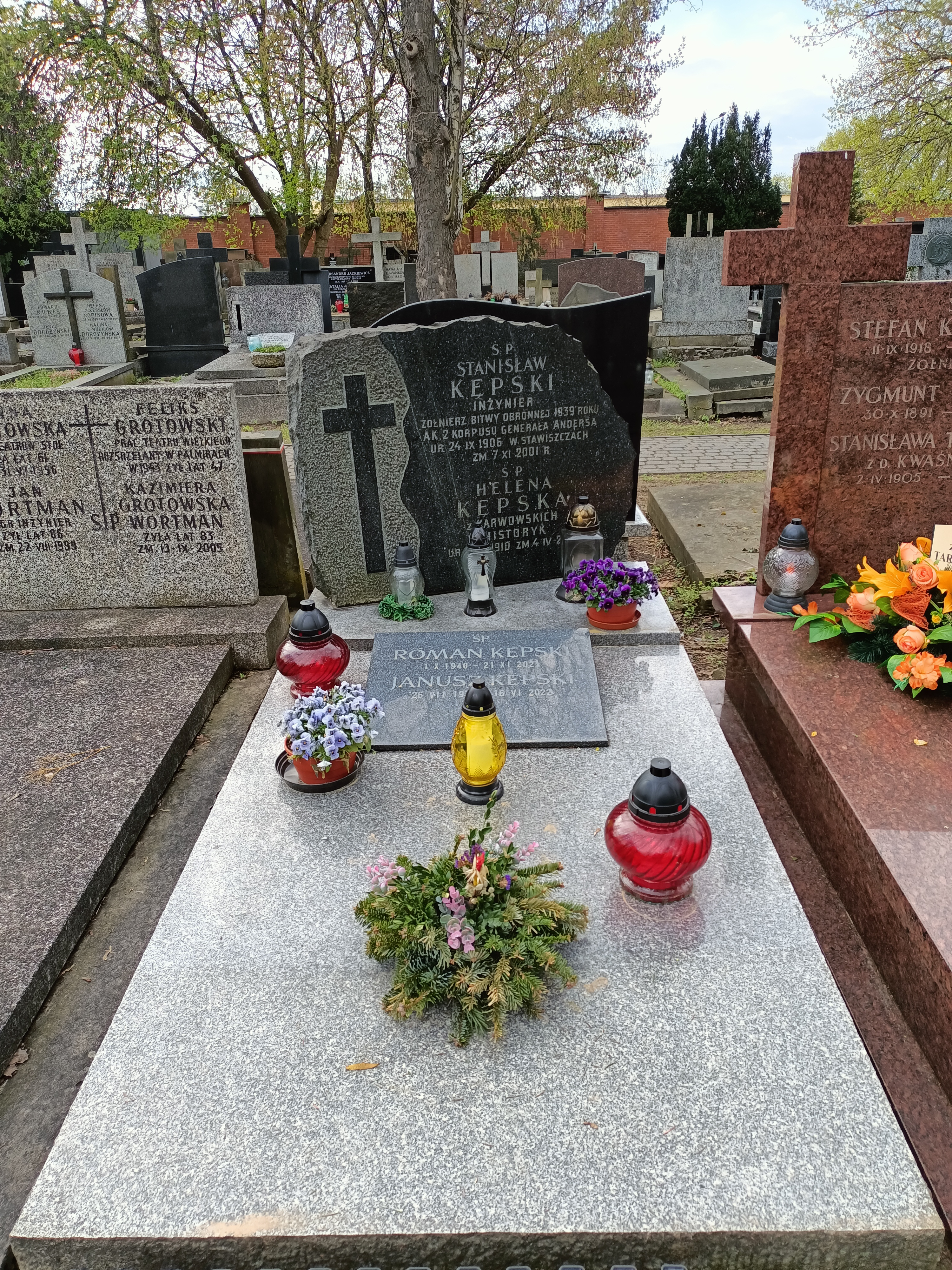
Grób Janusza Kępskiego na Cmentarzu Powązkowskim w Warszawie

Janusz Romuald Kępski (ur. 26 lipca 1936 w Warszawie, zm. 20 czerwca 2022) – polski kompozytor, pianista, aranżer, dyrygent i pedagog.

## Życiorys
Ukończył studia na Wydziale Teorii i Kompozycji warszawskiej Państwowej Wyższej Szkoły Muzycznej. Był opiekunem artystycznym wielu solistów oraz zespołów, m.in. w latach 1966-1968 był kierownikiem muzycznym grupy Partita (której był także współzałożycielem), a w roku 1969 powołał do życia zespół Portrety. Następnie – w latach 1972–1974 – pełnił funkcję kierownika artystycznego zespołu Filipinki. W latach 1973–1974 opiekował się także solistami i grupami muzycznymi związanymi z Klubem Piosenki Związku Kompozytorów i Autorów Rozrywkowych w Warszawie. W czasie tym należał też do grona pedagogicznego warszawskich szkół muzycznych (Liceum Muzycznego oraz Średniej Szkoły Muzycznej). Później, w latach 1974–1976 kierował grupą wokalną Medium.
Zajmował się też profesjonalnym opracowywaniem utworów muzycznych. W roku 1993 stworzył aranżacje do spektaklu Music Hall. Rewia przebojów światowych wyreżyserowanego przez Wowę Bielickiego w Operetce Warszawskiej.
Jako kompozytor tworzył muzykę dla potrzeb teatru (musicale i inne spektakle teatralne), filmu i telewizji (filmy fabularne, seriale, filmy telewizyjne), a także piosenki oraz utwory instrumentalne dla solistów i zespołów muzycznych.
Piosenki z jego muzyką usłyszeć można w wykonaniu m.in. takich artystów i zespołów muzycznych jak: Stan Borys, Daniel, Andrzej Dąbrowski, Andrzej Frajndt, Eliza Grochowiecka, Stenia Kozłowska, Partita, Filipinki, Jerzy Połomski, Portrety, Joanna Rawik, Irena Santor, Zdzisława Sośnicka, Stefan Zach.
Pochowany na Cmentarzu Powązkowskim w Warszawie

## Kompozycje

### Piosenki
- „Bezpańska miłość” (sł. P. Howil, A. Kłodzki) z rep. Daniela, a także Steni Kozłowskiej
- „Dobra miłość”  (sł. Kazimierz Szemioth) z rep. Elizy Grochowieckiej
- „Jaskółka uwięziona”  (sł. K. Szemioth) z rep. Stana Borysa
- „Kamienne schodki”  (sł. J. Lewiński) z rep. Ireny Santor
- „Modigliani”  (sł. J. Bukowski)
- „Najpiękniejsza nasza miłość”  (sł. Andrzej Kudelski)
- „Posłuchaj, biegnie ulicami”  (sł. Jerzy Kleyny)
- „Zakochani czekają na maj”  (sł. Andrzej Jastrzębiec-Kozłowski) z rep. Ireny Santor
- „Ze mną od dziś”  (sł. E. Park) z rep. zespołu Filipinki
- „Ze starej płyty”  (sł. Janusz Szczepkowski) z rep. Andrzeja Frajndta

### Muzyka filmowa
- 1970: Na dobranoc
- 1972: Uciec jak najbliżej
- 1991: Szwedzi w Warszawie
- 1993: Misjonarze

### Muzyka teatralna

#### Spektakle teatralne
- 1968: Pani Latter (reż. Adam Hanuszkiewicz
- 1973: Oszalały Herakles (reż. Maciej Zenon Bordowicz)
- 1982: Poskromienie złośnicy (reż. Tadeusz Aleksandrowicz)

#### Musicale
- 1985: Blask szklanej kuli (musical; wspólnie z Jarosławem Kukulskim, libretto A. Zaniewski, J. Lewiński)
- Karmazynowa dama (musical, libretto K. Szemioth)

#### Widowiska muzyczne
- Dwa miecze (wspólnie z B. Szulią, libr. J. Szczepkowski)
- Kołobrzeska legenda (libr. J. Szczepkowski)
- Z umiarkowanym optymizmem (wspólnie z A. Krauzowiczem, libretto J. Szczepkowski)
- Zza płotu (wspólnie z A. Krauzowicz, libretto J. Szczepkowski)

## Nagrody
- 1970: I nagroda w konkursie na piosenkę o Warszawie za utwór "Kamienne schodki"
- 1973: Nagroda dziennikarzy na Krajowym Festiwalu Piosenki Polskiej w Opolu za piosenkę "Jaskółka uwięziona"
- 1984: Srebrny Pierścień na Festiwalu Piosenki Żołnierskiej w Kołobrzegu
- 1987: Złoty Pierścień na Festiwalu Piosenki Żołnierskiej w Kołobrzegu